# اچ‌ام‌اس ویندکس (۱۹۱۵)
اچ‌ام‌اس ویندکس (۱۹۱۵) (به انگلیسی: HMS Vindex (1915)) یک کشتی بود که طول آن ۳۶۱ فوت ۶ اینچ (۱۱۰٫۲ متر) بود. این کشتی در سال ۱۹۰۵ ساخته شد.